# Bremiola oxytropicola
Bremiola oxytropicola är en tvåvingeart som först beskrevs av Fedotova 1984.  Bremiola oxytropicola ingår i släktet Bremiola och familjen gallmyggor.
Artens utbredningsområde är Kazakstan. Inga underarter finns listade i Catalogue of Life.